# Stemonocoleus
Stemonocoleus là một chi thực vật có hoa trong họ Đậu.